# Alfred Leblanc
Pour les articles homonymes, voir Leblanc.
Alfred Leblanc, né le 13 avril 1869 dans le 16e arrondissement de Paris (Seine) et  mort le 22 novembre 1921 dans le 7e arrondissement de Paris, est un pionnier français de l'aviation , ingénieur aéronautique et titulaire du brevet de pilote no 17 le 16 décembre 1909. Il a notamment exercé les fonctions de chef pilote à l’école d’aviation Blériot, avant de prendre la direction de la firme, et de président de la chambre syndicale des industries aéronautiques.

## Biographie
Il est l'assistant de Louis Blériot et s'occupe de la logistique au matin de la première traversée de la Manche, le 25 juillet 1909. En 1910, il établit un record de vitesse aérien en parcourant 780,5 km en un temps record de 11 heures, 55 minutes et 59 secondes, soit une moyenne de 65,4 km/h.
Le 10 juillet 1910, Leblanc remporte le prix Michel-Ephrussi de 10 000 francs, avec son Blériot à moteur Gnome, couvrant le parcours de cette course de 22,400 kilomètres en 17 minutes et 14 secondes 1/5.
Le 17 août 1910, Alfred Leblanc remporte le Circuit de l'Est, course d'aéroplanes de 800 kilomètres en six étapes, organisée par le journal Le Matin.
Le 17 juin 1913, Alfred Leblanc remporte le Grand Prix des ballons sphériques, avec sa passagère Mlle Marschal, artiste de l’Opéra-Comique, en volant du parc de Saint-Cloud à Great Grimsby (environ 686 kilomètres) avec le ballon Île-de-France.
Emporté par la maladie le 22 novembre 1921, Leblanc repose au cimetière du Père-Lachaise (93e division), à Paris.
Le mécanicien de Leblanc sur son Morane-Saulnier, Léon Lemartin, fut également un pionnier de l'aviation et battit plusieurs records.

## Records

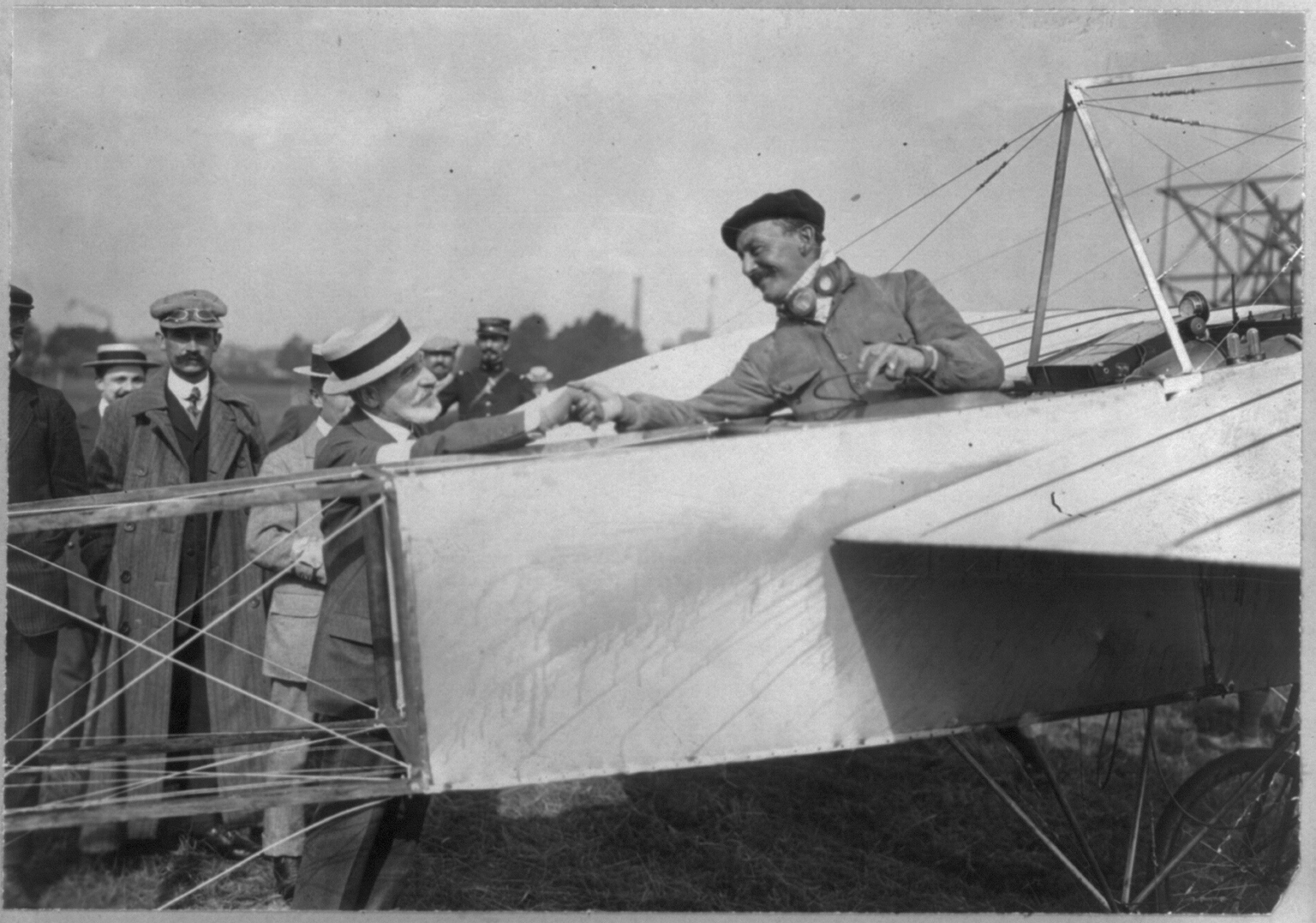
Leblanc félicité par Henry Deutsch de la Meurthe à Nancy après le Circuit de l'Est d'Aviation.

- 1910 : Premier pilote à recevoir son permis par un examen officiel[7].
- 1910 : Recordman du Monde des 100 km à la 2e Semaine d’aviation en Champagne de 1910
- 1910 : Record de vitesse aérien sur le mile[8].

## Distinctions
- Officier de la Légion d'honneur (1920)[1].